# Radohova vas
Radohova vas – wieś w Słowenii, w gminie Ivančna Gorica. W 2018 roku liczyła 197 mieszkańców.